# Els tres pèls del diable
Els tres pèls del diable és un conte popular recollit pels germans Grimm.

## Argument
Una dona té un fill i segons la profecia, s'haurà de casar amb la filla del rei quan creixi. Aquest intenta desfer-se'n posant-lo en una caixa tancada dins del riu, però una família de moliners el troba i el cria. Quan el rei descobreix la seva identitat en un viatge, l'envia a palau amb una carta tancada, fent-li creure que és una missió d'ajuda al regne quan en realitat a la carta ordena que el matin només entrar. El jove parteix de camí i s'adorm enmig del bosc. Uns lladres volen robar-li la bossa aprofitant el seu descuit i quan llegeixen la carta, tenen pietat i canvien la carta per una on s'ordena que comencin els preparatius per al casament amb la princesa.
El rei torna a casa seva i descobreix el jove promès amb la seva filla i llavors li diu que l'admetrà com a gendre només si és capaç de portar-li els tres pèls d'or que té el diable. El noi es dirigeix cap al seu amagatall i de camí passa per dues ciutats. A la primera, li pregunten si sap perquè una font de la qual brollava vi ara s'ha assecat i a la segona li pregunten per un arbre que havia donat pomes d'or i ara ja no. El jove respon que ho esbrinarà i que els respondrà quan torni del seu viatge.
Arriba a les portes de l'infern i allà es troba l'àvia del diable, a la qual explica la seva història. Ella accedeix a ajudar-lo i el transforma en una petita formiga per tal que el diable no el trobi. Quan el diable arriba a casa, malgrat sentir una olor sospitosa d'humà, comença a menjar i beure i aviat s'adorm. Llavors l'àvia li tira dels cabells i li arrenca un pèl daurat. Ell es queixa i explica que ha tingut un malson, on apareixia una font que s'havia assecat per culpa d'un gripau màgic que hi vivia. Torna a adormir-se i l'àvia repeteix l'operació. En aquest cas, el diable afirma que ha somniat amb un arbre que està sent devorat per un ratolí des de les arrels. Al tercer pèl arrencat, el diable s'enfada i amenaça l'àvia, que promet no tornar-lo a despertar. El noi marxa amb el seu botí i resol els enigmes de les ciutats del seu viatge. En arribar a palau, el rei li permet viure amb la seva filla en pau.

## Anàlisi
El relat conté tots els elements del conte de fades tradicional, com ara el noi pobre que gràcies a l'enginy i el valor aconsegueix casar-se amb la princesa, la repetició del nombre tres en episodis paral·lels, la presència d'elements màgics al bosc i l'estructura del viatge del jove, que recorda el monomite clàssic.
En el conte semblen barrejar-se històries de diferents orígens, com ara el noi salvat miraculosament de les aigües, un tema amb molta tradició, que es relaciona amb el Moisès bíblic. El diable actua com un gegant d'altres contes populars, un ésser ximple que es mou pel menjar i beure i a qui la seva pròpia família (àvia, mare o dona segons el conte) traeix. De fet, mentre que la història central que dona títol al conte correspondria al tipus 461 de la classificació Aarne-Thompson, inclou elements de la tipologia 930.